# ساشا هین
ساشا هین (آلمانی: Sascha Hehn؛ زادهٔ ۱۱ اکتبر ۱۹۵۴) بازیگر تئاتر، بازیگر سینما و بازیگر تلویزیون اهل آلمان است.
از فیلم‌ها یا برنامه‌های تلویزیونی که وی در آن نقش داشته‌است می‌توان به آلبینیسم و درک اشاره کرد.